# Schankweiler
Schankweiler là một đô thị ở huyện Bitburg-Prüm, trong bang Rheinland-Pfalz, phía tây nước Đức. Đô thị Schankweiler có diện tích 6,55 km², dân số thời điểm ngày 31 tháng 12 năm 2006 là 195 người.